# 吉阳镇 (三亚市)
吉阳镇，旧称田独镇，是中国海南省三亚市下辖的一个镇。2014年2月11日，国务院批复三亚市撤六镇新设四区，原河东区、吉阳镇、亚龙湾管委会撤销，并入吉阳区。

## 行政区划
吉阳镇下辖新村社区、荔枝社区、田独村、中廖村、大茅村、安罗村、六道村、博后村、六盘村、龙坡村、干沟村、榆红村、红土坎村、新红村、罗逢村、红花村、抱坡村、落笔村和南丁村。